# 優作 (小惑星)
優作（ゆうさく、79333 Yusaku）は小惑星帯の小惑星。愛媛県久万高原町の久万高原天体観測館で中村彰正が発見した。
日本の俳優、松田優作から命名された。